# 벨기에 대 일본 (2018년 FIFA 월드컵)
2018년의 벨기에 대 일본은 2018년 7월 2일 러시아 로스토프나도누에 있는 로스토프 아레나에서 열린 2018년 FIFA 월드컵의 16강전 경기의 하나이다. 일본 축구 국가대표팀은 이 대회에서 아시아 팀들 중 유일하게 16강에 진출하였으며, 이 경기에서 벨기에를 상대로 2골을 먼저 넣어 일본 축구 역사상 첫 8강 진출의 역사를 쓸 수 있는 상황이었으나, 벨기에게 3골을 내리 내주어 탈락하게 되었다.
이 경기는 일본에서 〈로스토프의 14초〉(일본어: ロストフの14秒 로스토후노 주욘뵤[*]), 〈로스토프의 비극〉(일본어: ロストフの悲劇 로스토후노 히게키[*])으로 명명되어, 1993년의 도하의 비극에 이어 일본 축구 역사의 또다른 비극으로 남게 되었다. 또한 이 경기가 열린 로스토프 아레나는 앞서 〈대한민국 대 멕시코〉 경기가 치러진 곳이기도 하다.

## 경기 전 상황
벨기에 축구 국가대표팀은 조별리그에서 잉글랜드, 튀니지, 파나마와 함께 G조에 속했다. 지난 대회에 이어 2회 연속으로 상당히 수월한 조 편성을 받은 셈이다. 1차전에서 북중미의 신규 출전국 파나마를 맞아 전반전에 득점을 올리지 못하며 의외로 고전을 면치 못했으나 후반전에만 3골을 터뜨려 3 – 0으로 손쉽게 승리를 거두었다. 그리고 2차전 상대는 북아프리카의 튀니지였다. 벨기에와 튀니지는 16년 전 2002년 FIFA 월드컵 조별리그에서 맞붙은 적이 있는데 그 때 양 팀은 1 – 1 무승부를 기록하며 승부를 가리지 못했다. 그 날 이후로 16년 만에 재회한 것이다. 비록 전반 5분, 에덴 아자르의 석연찮은 페널티 킥 판정이 있긴 했지만 벨기에는 튀니지를 상대로 압도적인 전력을 과시하며 5 – 2 대승을 거두어 2승으로 일찌감치 16강 진출을 확정지었다. 그리고 사실상 조 1위 결정전이었던 3차전 잉글랜드와의 경기에선 접전 끝에 후반 6분에 터진 아드낭 야누자이의 결승골로 1 – 0 승리를 거두어 3전 전승으로 깔끔하게 조 1위를 차지해 16강에 올랐다.
한편, 일본 축구 국가대표팀은 조별리그에서 폴란드, 세네갈, 콜롬비아와 함께 H조에 속했다. 조 추첨 당시 마지막 2개 국가로 한국과 일본이 남은 상황에서 죽음의 조인 F조와 상대적으로 수월한 H조 2개가 남아 있었는데 라이벌인 한국이 먼저 호명되어 죽음의 조인 F조에 들어간 덕분에 일본은 상대적으로 수월한 H조에 편성되는 행운을 얻었다. 일본의 조별리그 1차전 상대는 4년 전 2014년 FIFA 월드컵 조별리그 3차전 경기에서 1 – 4 대패라는 치욕을 안겨주었던 남미의 콜롬비아였다. 그런데 이 경기에서 전반 3분, 콜롬비아의 수비수 카를로스 산체스가 일본의 슛을 고의로 손으로 막는 파울을 저질러 퇴장당했고 주심은 가차없이 페널티킥을 선언했다. 그리고 이 페널티킥을 카가와 신지가 깔끔하게 성공하며 1 – 0으로 앞서갔다. 그러나 콜롬비아의 저력은 만만찮았고 시종일관 밀리는 경기를 하던 일본은 전반 39분에 후안 페르난도 킨테로의 프리킥 동점골을 얻어맞았다. 하지만 시간이 갈수록 10명이 뛰어야 했던 콜롬비아의 체력이 떨어지면서 점점 빈 틈이 보이기 시작했고 결국 후반 22분, 오사코 유야가 결승골을 터뜨려 2 – 1 승리를 거두었다. 하지만 그 뒤의 경기는 썩 만족스럽지 못했다. 2차전 세네갈과의 경기에선 시종일관 세네갈에 밀리는 경기를 보인 끝에 2 – 2로 간신히 비겼다. 그리고 3차전 폴란드와의 경기에선 0 – 1로 패배했으나 같은 시각에 콜롬비아가 세네갈을 1 – 0으로 이겨준 덕분에 세네갈과 승점, 득실 차, 다득점까지 모두 동률이었지만 페어플레이 점수에서 2점이 더 앞서서 간신히 16강 진출에 성공했다. 그런데 이 때 후반 35분 경부터 종료까지 10분 이상 자기 진영에서 볼을 돌리며 시간을 질질 끄는 추태를 보여 크나큰 비판을 받았다.
그리하여 G조 1위인 벨기에와 H조 2위인 일본의 16강전 맞대결이 성사되었다. 두 팀은 월드컵에선 이번이 2번째 만난 것이고 A매치 맞대결은 6번째 맞대결이었다. A매치 통산 전적은 2승 2무 1패로 오히려 일본이 우세에 있었다. 월드컵에서의 맞대결은 2002년 FIFA 월드컵 조별리그 1차전 경기가 유일한데 그 때는 양 팀이 서로 장군멍군을 주고받은 끝에 2 – 2 무승부를 기록해 승부를 가리지 못했다. 만약 이 경기에서 벨기에가 승리하게 되면 벨기에 축구 역사상 최초로 2회 연속 8강 진출에 성공하게 된다. 일본이 승리할 경우엔 1966년 FIFA 월드컵의 조선민주주의인민공화국 축구 국가대표팀과 2002년 FIFA 월드컵의 대한민국 축구 국가대표팀에 이어 3번째로 8강 진출에 성공하는 아시아 팀이 되고 일본 축구 역사상 최초의 월드컵 8강 진출이란 역사를 쓰게 된다. 그렇게 양 팀의 결전의 날이 밝았다.

## 경기 진행

### 전반전
경기가 시작되자 예상과는 다르게 일본이 먼저 공격을 개시하며 벨기에를 두들기기 시작했다. 경기 시작 1분도 채 되지 않아 카가와 신지가 중거리슛을 날린 것으로 공격의 포문을 열었다. 벨기에도 이따금씩 공격을 시도했으나 선수들 간 호흡이 제대로 맞지 않는 모습을 보인데다 중앙 수비를 두텁게 세운 일본의 수비벽을 뚫지 못하며 고전했다. 오히려 일본이 날카로운 공격을 감행하여 벨기에의 간담을 서늘하게 했다. 전반 8분에 케빈 더 브라위너가 문전의 드리스 메르턴스에게 롱패스를 시도했으나 골라인 밖으로 벗어나며 슈팅 기회를 허무하게 날려먹었다. 그리고 다시 전반 9분, 카가와 신지가 벨기에 진영의 페널티 에어리어 좌측 외곽 지역에서 이누이 타카시에게 짧은 패스를 넣었고 이누이가 중앙으로 크로스를 올렸으나 벨기에 수비수의 머리에 걸리며 무위로 돌아갔다. 전반 15분, 벨기에의 역습 상황에서 일본 진영 우측을 쇄도하던 에덴 아자르가 페널티 박스에서 중앙의 악셀 위첼에게 패스를 건넸고 위첼이 중거리슛을 날렸으나 골문을 크게 벗어났다.
전반 16분, 좌측에서 날아온 얼리 크로스를 벨기에의 토마 뫼니에가 머리로 받아 로멜루 루카쿠에게 패스했고 루카쿠가 볼을 잡았으나 하세베 마코토와 요시다 마야의 밀착 압박으로 인해 어정쩡한 슈팅을 날렸고 그 슛은 하세베의 몸에 맞고 골 라인 아웃이 되었다. 뒤이은 벨기에의 코너킥 찬스에서 뱅상 콩파니가 볼을 따내려 했으나 수비에 가담한 일본 공격수 오사코 유야가 달라붙어 압박을 가하는 바람에 볼을 따내지 못하고 그대로 공격 기회를 날리고 말았다. 전반 20분에 메르턴스의 패스를 받은 루카쿠가 페널티 에어리어 중앙 외곽에서 중거리슛을 날렸으나 일본 레프트백 나가토모 유토의 다리에 맞고 아웃되었다. 전반 22분, 벨기에의 악셀 위첼이 하프라인에서 토마 뫼니에에게 패스를 넣었고 뫼니에가 루카쿠에게 패스를 시도했으나 일본 수비수에게 막히며 공격 기회를 날려버렸다. 전반 24분, 일본 우측 진영을 쇄도한 드리스 메르텐스가 중앙의 로멜루 루카쿠를 향해 크로스를 올렸다. 루카쿠가 볼을 받으려 했으나 일본의 센터백 요시다 마야가 뒤에서 손으로 슬쩍 밀어버리는 바람에 스텝이 엉키며 볼을 잡지 못하고 그대로 득점 기회를 날려버리고 말았다. 전반 26분에 벨기에의 주장 에덴 아자르가 페널티 에어리어 좌측 외곽 지역에서 강력한 중거리슛을 시도했으나 가와시마 에이지 골키퍼 정면이었다.
전반 30분, 일본 공격수 카가와 신지가 좌측 진영을 쇄도하며 역습을 시도했고 토마 뫼니에의 압박을 피해 재치있게 나가토모 유토에게 백패스를 건넸다. 나가토모가 중앙으로 크로스를 올렸고 그 볼을 이누이가 헤더로 연결했으나 티보 쿠르투아 골키퍼 정면으로 갔다. 벨기에와 일본 양 팀 모두 일진일퇴의 공방전을 벌였으나 모두 결정적인 득점 기회를 날리며 좀처럼 서로의 골문을 열지 못했다. 전반 35분에 악셀 위첼이 중거리슛을 시도했으나 골문 오른쪽 위로 크게 벗어났다. 전반 39분, 벨기에의 역습 찬스에서 일본의 시바사키 가쿠가 벨기에의 주장 에덴 아자르를 향해 거친 파울을 범해 경고를 받았다. 전반 43분, 공격에 가담한 일본의 레프트백 나가토모 유토가 페널티 에어리어 좌측 외곽 지역에서 슛을 시도했고 이 슛이 절묘하게 골문 앞에 서 있던 오사코 유야의 발에 맞고 굴절되었으나 공은 힘 없이 티보 쿠르투아 골키퍼에게로 갔는데 그만 쿠르투와 골키퍼가 볼을 줍다가 뒤로 흘리는 실수를 범했다. 그러나 골 라인을 넘기 직전에 다시 볼을 잡아내 가까스로 실점 위기를 넘겼다. 전반 종료 직전에 에덴 아자르가 다시 한 번 중거리슛을 시도했으나 가와시마 골키퍼의 품에 안겼다. 그렇게 전반전은 0 – 0으로 마쳤다.

### 후반전
후반 3분, 일본의 시바사키 가쿠가 센터서클에서 한 번에 긴 스루 패스로 하라구치 겐키에게 볼을 건넸고 이 과정에서 볼을 가로채야 할 벨기에의 센터백 얀 페르통언은 어이없게 헛발질을 하며 그대로 스루 패스가 하라구치에게 가는 것을 방치하고 말았다. 페널티 박스에서 볼을 잡은 하라구치는 패스를 하는 척하면서 티보 쿠르투아 골키퍼와 베르통언을 속인 뒤 강력한 오른발 슈팅으로 선제골을 뽑아냈다. 모든 이의 예상을 깨고 일본이 1 – 0으로 앞서가기 시작한 것이다. 뜻밖에 1점을 실점하자 벨기에도 공격의 피치를 높이기 시작했다. 후반 4분, 일본 우측 진영을 쇄도해 들어간 드리스 메르텐스가 중앙에서 오는 에덴 아자르에게 패스를 건넸고 아자르가 지체없이 오른발 논스톱 슛을 날렸으나 골대를 맞추고 말았다. 그리고 후반 7분, 다시 일본의 역습 찬스에서 카가와 신지가 악셀 위첼의 마크로부터 공을 지켜낸 후 뒤의 이누이 타카시에게 백패스를 건넸고 페널티 에어리어 좌측 외곽에서 볼을 받은 이누이는 벨기에 수비벽의 허점을 틈 타 오른발로 강력한 중거리슛을 날렸다. 이 슛이 벨기에 골문 우측 구석에 그대로 꽂히며 골이 되었다. 일본이 벨기에를 상대로 2 – 0으로 앞서가기 시작한 것이다. 관중석의 울트라 닛폰은 사상 첫 8강 진출이 눈 앞에 왔다는 생각에 열광했고 벌써부터 승리에 도취된 모습을 보였다.
2골 차로 점수가 벌어지자 벨기에 선수들은 당황한 모습을 보였고 급한 마음에 무리한 공격을 시도했으나 서로 손발이 맞지 않는 모습을 보이며 득점 기회를 헛되이 날렸다. 오히려 2골 차로 앞서가자 기세가 등등해진 일본이 더욱더 라인을 높이 끌어올리며 아예 1골 더 넣어 완전히 승부에 쐐기를 박겠다는 듯 공격적으로 나섰다. 후반 16분, 일본 우측 진영으로 쇄도하던 토마 뫼니에가 중앙의 로멜루 루카쿠에게 크로스를 올렸고 루카쿠가 헤더를 시도했으나 골문 왼쪽 바깥으로 나가며 득점으로 연결되지 못했다. 결국 후반 20분, 벨기에의 로베르토 마르티네스 감독은 부진했던 야니크 페레이라 카라스코와 드리스 메르텐스를 빼고 194cm의 장신을 자랑하는 마루안 펠라이니와 스피드가 뛰어난 나세르 샤들리를 동시에 교체 투입했다. 후반 21분, 에덴 아자르의 패스를 받은 토마 뫼니에가 오른발 중거리슛을 시도했으나 높이 떠버렸다. 그렇게 시간은 계속해서 흘러갔고 스코어는 여전히 일본이 2 – 0으로 앞서고 있었다. 점점 일본의 8강 진출이 현실로 다가오는 듯했다.
하지만 상황이 반전된 것은 후반 중반부터였다. 후반 24분, 벨기에가 코너킥을 얻었고 이 볼을 나세르 샤들리가 헤더로 받았으나 루카쿠가 받기 전에 먼저 일본 골키퍼 가와시마 에이지가 펀칭으로 쳐냈다. 그러나 볼은 멀리 가지 못했고 페널티박스에서 벨기에의 토비 알데르베이럴트와 일본의 이누이 타카시가 볼을 경합하다 볼이 공중으로 높이 튀어올랐고 이 볼이 좌측에 있던 얀 페르통언에게로 날아갔다. 베르통언이 머리로 공을 받아 중앙으로 패스하려 했는데 이 볼이 운 좋게도 일본 골문 파 포스트 안으로 빨려들어가며 그대로 골이 되었다. 가와시마 골키퍼는 낙하 지점을 잘못 예상하며 그대로 1골을 헌납하고 말았다. 그렇게 스코어는 1 – 2로 좁혀졌다. 1점 차로 좁혀지자 일본 역시 공격의 고삐를 당겼고 후반 26분, 오버래핑을 한 일본 레프트백 나가토모 유토가 토마 뫼니에의 마크를 이겨내고 크로스를 넣었고 중앙의 오사코 유야가 받으려 했으나 벨기에 센터백 토비 알데르베이럴트가 한 발 먼저 걷어내며 실점 위기를 막았다. 뒤이어 벨기에도 칼을 뽑았다. 후반 27분, 에덴 아자르가 페널티 박스 외곽 지역에서 케빈 더 브라위너에게 패스를 건넸고 더 브라위너가 슛을 날렸으나 일본 센터백 쇼지 겐이 미끄러지면서 막아냈다.
그리고 후반 29분, 일본 좌측 진영에서 케빈 더 브라위너의 패스를 받은 에덴 아자르가 오사코 유야의 마크를 따돌리고 중앙으로 크로스를 올렸고 그 볼을 194cm의 장신 미드필더 마루안 펠라이니가 마크를 시도하던 일본 주장 하세베 마코토와 센터백 요시다 마야를 그대로 찍어누르며 헤더로 우겨넣어 동점골을 터뜨렸다. 20분 만에 0 – 2로 끌려가던 벨기에는 2 – 2로 다시 승부의 균형추를 맞추었다. 2골 차 리드가 사라져버리자 이제 되려 일본이 급해지기 시작했다. 스코어가 원점으로 돌아가자 일본이 다시 거세게 반격을 시도했다. 그러나 벨기에 수비진은 더욱 뒷문을 굳게 걸어잠그며 후반 초반처럼 호락호락하게 골을 내주지 않았다. 후반 36분, 일본의 니시노 아키라 감독은 시바사키 가쿠와 하라구치 겐키를 불러들이고 동시에 야마구치 호타루와 혼다 게이스케를 투입하며 오히려 공격의 강도를 높였다. 후반 40분, 나세르 샤들리와 로멜루 루카쿠가 연달아 일본 골문을 두들겼지만 가와시마 골키퍼가 연속으로 선방하며 실점 위기를 넘겼다. 양 팀 모두 결승골을 넣기 위해 사력을 다했으나 골키퍼의 잇단 선방에 막히며 스코어는 계속해서 2 – 2로 유지되었다.
그렇게 후반 45분이 지나고 4분의 추가시간이 적용되었다. 후반 추가시간 2분, 일본이 프리킥 찬스를 얻었고 킥커 혼다 게이스케가 멋진 무회전 프리킥을 날렸으나 티보 쿠르투아 골키퍼가 펀칭으로 선방해냈다. 볼이 골 라인 밖을 벗어났으므로 다시 일본에 코너킥이 주어졌다. 킥커 혼다 케이스케가 중앙으로 코너킥을 붙였으나 티보 쿠르투아 골키퍼가 한 번에 볼을 잡아냈고 그 때부터 벨기에의 번개 같은 역습이 전개되었다. 경기 종료 30초 전, 볼을 잡아낸 쿠르투아 골키퍼가 곧바로 케빈 더 브라위너에게 볼을 손으로 굴려주었고 일본 선수들이 자기 진영으로 복귀를 시도했으나 미처 복귀하기 전에 더 브라위너가 준족으로 먼저 하프라인을 넘었고 센터서클을 지나서 우측의 토마 뫼니에에게 패스를 건넸다. 뫼니에는 나가토모 유토의 마크를 피해 중앙의 로멜루 루카쿠에게 패스했고 루카쿠는 볼을 받는 척하면서 뒤따라 오는 나세르 샤들리에게 흘려주었다. 뒤따라 오던 일본 센터백 쇼지 겐이 태클을 시도했으나 샤들리가 먼저 왼발로 잽싸게 밀어넣으며 결승골을 터뜨렸다. 이 때 골이 터진 시각은 정확히 후반 추가시간 3분 43초로 경기 종료까지 불과 17초 남은 시간이었다. 스코어가 3 – 2로 뒤집히자 벨기에 선수들은 얼싸안고 환호하였고 일본 선수들은 허탈함에 그라운드에 드러눕거나 주저앉고 말았다. 1분 간 벨기에 선수들의 골 셀레브레이션이 끝난 뒤 다시 킥오프가 시작되었고 킥오프를 하자마자 말랑 다에디우 주심의 경기 종료 휘슬이 울리면서 벨기에의 3 – 2 역전승으로 경기가 종료되었다.

### 상세 정보
| 벨기에                                     | 3 – 2  | 일본                      |
| ------------------------------------------ | ------ | ------------------------- |
| 페르통언 69′ · 펠라이니 74′ · 샤들리 90+4′ | 리포트 | 하라구치 48′ · 이누이 52′ |

| 벨기에 | 일본 |

| GK                  | 1  | 티보 쿠르투아       |  |     |
| CB                  | 2  | 토비 알데르베이럴트 |  |     |
| CB                  | 4  | 뱅상 콩파니         |  |     |
| CB                  | 5  | 얀 페르통언         |  |     |
| RM                  | 15 | 토마 뫼니에         |  |     |
| CM                  | 7  | 케빈 더 브라위너    |  |     |
| CM                  | 6  | 악셀 위첼           |  |     |
| LM                  | 11 | 야니크 카라스코     |  | 65′ |
| RF                  | 14 | 드리스 메르턴스     |  | 65′ |
| CF                  | 9  | 로멜루 루카쿠       |  |     |
| LF                  | 10 | 에덴 아자르 (주장)  |  |     |
| 교체 선수:          |    |                     |  |     |
| MF                  | 8  | 마루안 펠라이니     |  | 65′ |
| MF                  | 22 | 나세르 샤들리       |  | 65′ |
| 감독:               |    |                     |  |     |
| 로베르토 마르티네스 |    |                     |  |     |

| GK            | 1  | 가와시마 에이지      |     |     |
| RB            | 19 | 사카이 히로키        |     |     |
| CB            | 22 | 요시다 마야          |     |     |
| CB            | 3  | 쇼지 겐              |     |     |
| LB            | 5  | 나가토모 유토        |     |     |
| CM            | 17 | 하세베 마코토 (주장) |     |     |
| CM            | 7  | 시바사키 가쿠        | 40′ | 81′ |
| RW            | 8  | 하라구치 겐키        |     | 81′ |
| AM            | 10 | 가가와 신지          |     |     |
| LW            | 14 | 이누이 다카시        |     |     |
| CF            | 15 | 오사코 유야          |     |     |
| 교체 선수:    |    |                      |     |     |
| MF            | 16 | 야마구치 호타루      |     | 81′ |
| MF            | 4  | 혼다 게이스케        |     | 81′ |
| 감독:         |    |                      |     |     |
| 니시노 아키라 |    |                      |     |     |

| 최우수 선수: 에덴 아자르 (벨기에) 부심: 지브릴 카마라 (세네갈) 엘하지 말리크 삼바 (세네갈) 대기심: 바카리 가사마 (감비아) 후보 대기심: 장클로드 비루무샤후 (부룬디) 비디오 판독심: 펠릭스 츠바이어 (독일) 보조 비디오 판독심: 클레망 튀르팽 (프랑스) 마르크 보르슈 (독일) 다니 마켈리 (네덜란드) |

### 통계
| 통계        | 벨기에 | 일본  |
| ----------- | ------ | ----- |
| 득점        | 3      | 2     |
| 슛          | 24     | 11    |
| 유효슛      | 8      | 4     |
| 점유율      | 56%    | 44%   |
| 패스 횟수   | 621    | 453   |
| 패스 성공률 | 87%    | 83%   |
| 활동량      | 108km  | 109km |
| 코너킥      | 10     | 6     |
| 반칙        | 13     | 9     |
| 오프사이드  | 1      | 1     |
| 경고        | 0      | 1     |
| 퇴장        | 0      | 0     |

## 일본의 패인

### 체격과 체력에서의 열세
이 대회에 출전한 벨기에 선수들의 평균 신장은 약 183.8cm였던 반면, 일본 선수들의 평균 신장은 약 178.1cm로 벨기에 선수들보다 약 5.7cm나 작았다. 그래서 후반전 일본의 두 번째 득점 이후 벨기에 대표팀의 로베르토 마르티네스 감독은 전술 변화를 시도했는데, 키 차이를 이용하여 일본 선수들을 농락하는 전술을 사용했다. 이로 인해 일본 선수들은 높이 싸움에서 속절없이 무너지며 동점과 역전을 허용하고 말았다.
반면 〈대한민국 대 독일〉 경기의 경우, 독일 선수들의 평균 신장은 약 183.8cm로 벨기에와 같았으나, 대한민국 선수들의 평균 신장은 약 182.2cm로, 일본보다 약 4.1cm가 더 컸다. 이로서 대한민국과 독일 선수들의 평균 신장 차이는 1.6cm로 크지 않았기에 대한민국 선수들은 독일 선수들과의 높이 싸움에서 크게 밀리지 않고 대등하게 겨루었다.

## 반응과 경기 후

### 그 외 국가
일본의 라이벌인 대한민국의 경우 일본이 폴란드와의 조별리그 최종전에서 추태를 벌여 수치스럽게 16강에 올라간 것과 특유의 라이벌 의식이 겹쳐져 일본의 대결 상대국인 벨기에를 응원하는 반응이 많았다. 또한, 이 경기야말로 볼고그라드의 수치에 대한 정당한 대가라고 주장하고 있다.

## 같이 보기
- 대한민국 대 독일 (2018년 FIFA 월드컵)
- 일본 대 폴란드 (2018년 FIFA 월드컵)

### 내용주
1. ↑  H조 톱시드 팀이었던 폴란드는 조 추첨 당시 시드 배정부터 말이 많았을 정도로 톱시드 팀 중 최약체인 팀이었다.

### 참고주
1. 1 2  “2018 러시아 월드컵 공식 홈페이지 (벨기에 3-2 일본 통계자료)”. 2018년 7월 2일에 원본 문서에서 보존된 문서. 2019년 4월 25일에 확인함.
2. 1 2 3 4  “2018년 FIFA 월드컵 참가 선수단 평균 신장”. The Statistics Portal. 2018년 10월 31일에 확인함.